# كليمنت وارنر
كليمنت وارنر (بالإنجليزية: Clement Warner)‏ هو فلاح وسياسي أمريكي، ولد في 23 فبراير 1836، وتوفي في 20 مايو 1916. حزبياً، نشط في الحزب الجمهوري. وقد انتخب عضو جمعية ولاية ويسكونسن وانتخب عضو مجلس ولاية ويسكونسن.